# Чавич, Давид
Давид Чавич (босн. David Čavić; род. 21 ноября 2002, Баня-Лука) — боснийский футболист, нападающий клуба «Борац».

## Клубная карьера
Чавич — воспитанник клуба «Борац». 3 ноября 2019 года в матче против «Радника» он дебютировал в чемпионате Боснии и Герцеговины. В 2021 году игрок помог клубу выиграть чемпионат. Летом 2022 года Чавич на правах аренды перешёл в «Леотар». 7 августа в матче против «Широки-Бриег» он дебютировал за новую команду. 8 октября в поединке против «Слоги» Давид забил свой первый гол за «Леотар». По окончании аренды игрок вернулся в «Борац». 20 августа 2023 года в поединке против «Игмана» Давил забил свой первый гол за клуб.

## Достижения
Клубные
 «Борац» (Баня-Лука)
- Победитель чемпионата Боснии и Герцеговины (2) — 2020/2021, 2023/2024